# THE FIRST STEP : TREASURE EFFECT
『THE FIRST STEP : TREASURE EFFECT』（ザ・ファースト・ステップ : トレジャー・エフェクト）は、韓国の12人組男性アイドルグループ・TREASUREの1作目のアルバム。2021年1月11日にYG Entertainmentから発売された。

## 概要
アルバムは、「BLUE Ver.」、「ORANGE Ver.」、「GREEN Ver.」の3形態で発売された。
「THE FIRST STEP」シリーズの完結版で「TREASURE EFFECT」は、グループのデビュー前に披露したコンセプト映像で言及されていたもので、「日常の発見1つが人類の発展に寄与するように、自分たちも世界を揺るがしたい」という意志を示し、それを「TREASURE EFFECT」と紹介され、それから約5ヶ月後にアルバムタイトルとして公開された。
2021年3月31日に日本デビューアルバム『THE FIRST STEP : TREASURE EFFECT （日本盤）』がYGEXから発売された。

## 収録トラック

### 韓国盤
1. MY TREASURE
2. 나링 있자 (BE WITH ME)
3. SLOWMOTION
4. BOY
5. 들어와 (COME TO ME)
6. 사랑해 (I LOVE YOU)
7. B.L.T (BLING LIKE THIS)
8. 음 (MMM)
9. 오렌지 (ORANGE)
10. 미쳐가네 (GOING CRAZY)
11. 사랑해 (I LOVE YOU) (Piano Ver.) ※CDのみ収録
12. 음 (MMM) (Rock Ver.) ※CDのみ収録

### 日本盤
※全曲日本語バージョン
1. BEAUTIFUL
2. MY TREASURE
3. BE WITH ME
4. SLOWMOTION
5. BOY
6. COME TO ME
7. I LOVE YOU
8. B.L.T (BLING LIKE THIS)
9. MMM
10. ORANGE
11. ミチョガネ (GOING CRAZY)
12. I LOVE YOU (Mellow Mood.) ※ CDのみ収録
13. MMM (Rock Ver.) ※ CDのみ収録

#### 初回生産限定フラッシュプライス盤
※ 全曲日本語バージョン
1. MY TREASURE
2. BE WITH ME
3. SLOWMOTION
4. BOY
5. I LOVE YOU
6. MMM
7. ミチョガネ (GOING CRAZY)

DVD
1. BOY (MUSIC VIDEO)
2. I LOVE YOU (MUSIC VIDEO)
3. MMM (MUSIC VIDEO)
4. MY TREASURE (MUSIC VIDEO)
5. BEHIND THE SCENES OF "THE FIRST STEP : TREASURE EFFECT"